# Ophiusa legendrei
Ophiusa legendrei là một loài bướm đêm trong họ Erebidae.